# An Ungentlemanly Act
An Ungentlemanly Act (« Une action peu courtoise ») est un téléfilm britannique réalisé par Stuart Urban en 1992, relatant les premiers jours de l'invasion des îles Malouines (1982). Le téléfilm a été diffusé sur BBC Two le 13 juin 1992.

## Synopsis
Cette histoire se passe pendant la Guerre des Malouines.

## Fiche technique
- Scénario et réalisation :  Stuart Urban
- Direction de la photographie : Peter Chapman
- Musique : Russell King
- Production : Bradley Adams, Franc Roddam et Michael Wearing

## Réception
Le film a été bien reçu à sa sortie et est généralement considéré comme étant une représentation exacte et impartiale des événements. Il a été diffusé  à la télévision en Argentine.

## Distribution
- Ian Richardson : Gouverneur Rex Hunt
- Bob Peck : Major Mike Norman
- Rosemary Leach : Mavis Hunt
- Ian McNeice : Dick Baker
- James Warrior : Don Bonner
- Marc Warren : Tony Hunt
- Elizabeth Bradley : Nanny
- Kate Spiro : Connie Baker
- Holly Barker : Boulangère no 1
- Claire Slater : Boulangère no 2
- Hugh Ross : Major Garry Noott
- Ian Embleton : Caporal « Geordie » Gill
- Aidan Gillen : Marin Wilcox
- Richard Graham : Caporal Lou Armour
- Matthew Ashforde : Marin Farnworth
- Richard Long : Marin Dorey
- Garry Cooper : Sergent de couleur Muir
- Phil Atkinson : Sergent Short
- Christopher Northey : Major Phil Summers (FIDF)
- Chris Walker : « Ex-Marin » Jim Fairfield (as Christopher Walker)
- Mike Norman: F.I.D.F. Stalwart
- Christopher Jaffray : Jeune F.I.D.F. no 1
- Simon Godwin : Jeune F.I.D.F. no 2
- Jonathan Cohen : Marin no 1
- Lee Alliston : Marin no 2
- Alex Norton : Chef de la police Ronnie Lamb
- Gary Clement : Boucher
- Harry Jones : Henry Halliday
- Trevor Cooper : Des King
- Morag Siller : Alison King
- Flip Webster : Mrs King
- Mike Grady : Patrick Watts
- Tom Hodgkins : Tom Olsen
- Ann Reid : Mme Mozeley
- Simon Fischer-Becker : Prisonnier
- Adam Godley : Policier Anton Livermore
- Janet Robertson : Sonia
- Helen Blades : Amie de Sonia
- Antonio Valero : Vice-Commodore Hector Gilobert
- Fulgencio Saturno : Vice-Amiral Carlos Büsser
- Alan Turner : Major Patricio Dowling
- Arturo Venegas : Capitaine Pedro Giachino
- Ricardo Vélez : Lieutenant Lugo
- Vincent S. Boluda : Lieutenant Quiroga
- Robert Reina : Médecin Ernesto Urbina
- Juan Martinez : Marin
- Paul Geoffrey : Simon Winchester